# Dopravní zařízení

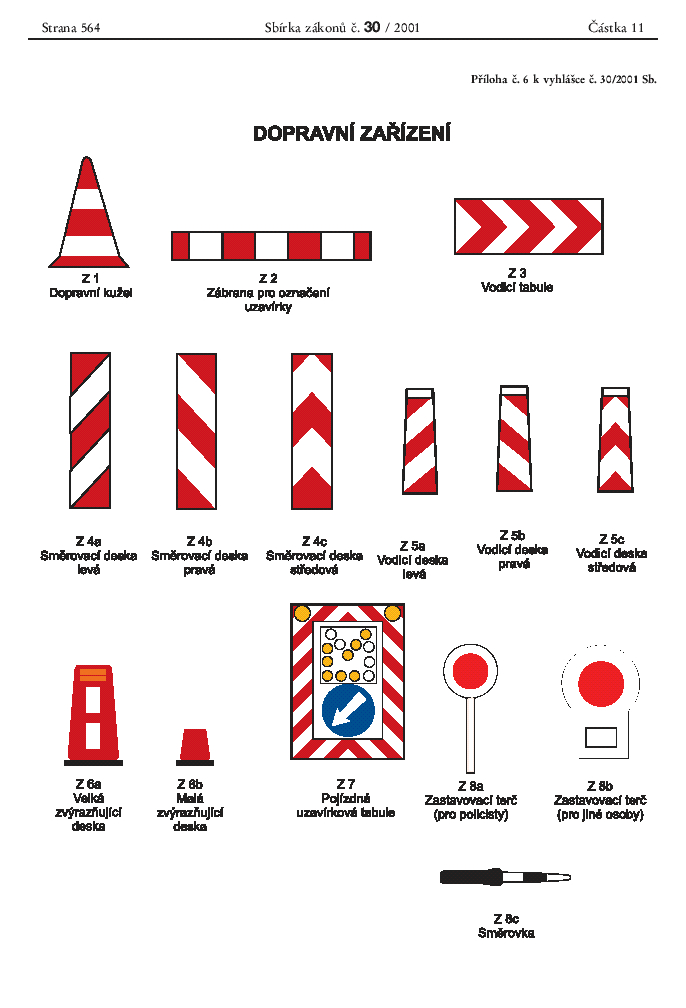
Seznam dopravních zařízení

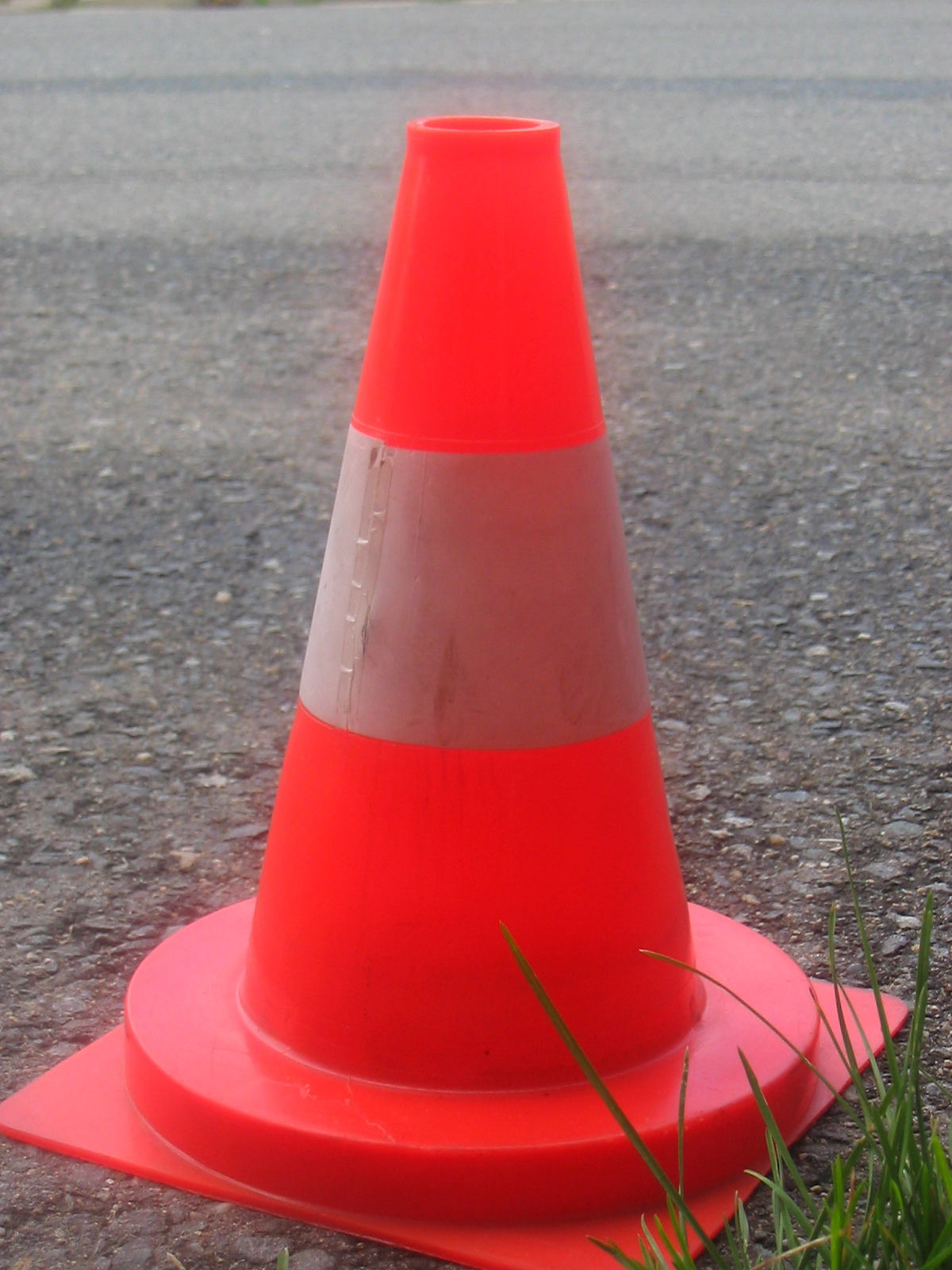
Dopravní kužel

Dopravní zařízení je specializovaný druh dopravního značení, které usnadňuje řízení silničního provozu. Doplňuje dopravní značky a světelné signály, a usměrňuje provoz a ochraňuje jeho účastníky. Pojem je v České republice definován v § 66 zákona č. 361/2000 Sb., o silničním provozu.
V České republice je výčet dopravních zařízení uveden v § 26 vyhlášky č. 30/2001 Sb., v její příloze č. 6 je předepsané provedení. Mezi dopravní zařízení patří například:
- dopravní kužel
- zábrana pro označení uzavírky, pojízdná uzavírková tabule
- vodicí tabule, směrovací deska, vodicí deska, zvýrazňující deska
- směrový sloupek, tj. zpravidla plastový patník. Na okrajích silnic jsou důležité hlavně v noci pro označení silnice a tím pro bezpečnost provozu. Směrové sloupky na sobě mají odrazné plochy. Odrazky mohou být umístěné i na jiných objektech: oranžové na pravé straně, bílé na levé straně.
- žluté a černé pruhy pro zvýraznění různých překážek, například tunelu či nízkého vjezdu
- dopravní knoflíky plasticky a mechanicky zdůrazňují podélné čáry na vozovce
- příčný práh donutí řidiče zpomalit v úsecích obytné zástavby, přechodů nebo škol
- dopravní zrcadlo zejména na nepřehledných křižovatkách nebo vjezdech na komunikaci
- zábradlí, svodidlo, vodicí stěna, vodicí práh, vodicí obrubník
- dopravně bezpečnostní zařízení, například tlumič nárazu
- zařízení pro dopravně bezpečnostní a dopravně výchovné informace
- ve vyhlášce 99/1989 Sb. byl mezi dopravními zařízením jmenovaný ještě světelný výstražný majáček. V současné vyhlášce již jako dopravní zařízení uveden není.

Kromě vybavení komunikace patří mezi dopravní zařízení i osobní návěstidla:
- zastavovací terč (v jednom provedení pro policisty, v jiném provedení pro další osoby)
- směrovka, černobíle pruhovaná hůlka pro řízení dopravy policistou

## Zařízení pro provozní informace

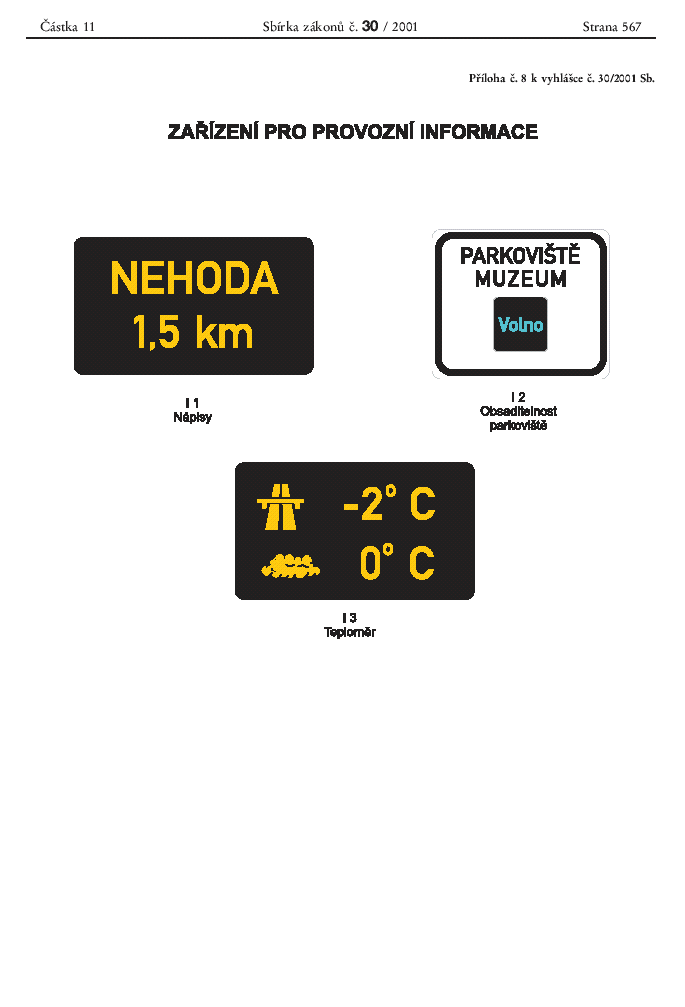
Zařízení pro provozní informace

Zařízení pro provozní informace řidiči sdělují např.: zprávu o nehodě, uzavírce nebo dopravním omezení, počasí a teplotě vzduchu a vozovky nebo o obsazení parkoviště. Jde o informační tabule s nápisy. Zmiňuje se o nich § 68 zákona č. 361/2000 Sb. a § 28 vyhlášky č. 30/2001 Sb.